# Coleophora ibipennella
Coleophora ibipennella é uma espécie de mariposa do gênero Coleophora pertencente à família Coleophoridae.